# Llacuna del Vístula
La llacuna del Vístula (polonès: Zalew Wiślany; rus: Калининградский залив, Kaliningradskiy Zaliv; alemany: Frisches Haff; lituà: Aismarės) és una massa d'aigua dolça, lleugerament salobre, junt a la mar Bàltica i separada del golf de Gdansk per una barra de sorra, barra del Vístula; l'aigua de la llacuna prové majoritàtiament del riu Vístula. També és coneguda com a badia del Vístula o golf del Vístula.
Ocupa una superfície de 838 km² amb un perímetre de 270 km. La seva fondària mitjana és de 2,7 m i la màxima de 5,2 m. La seva salinitat és del 3‰
Els rius que formen aquesta llacuna són el riu Pregolya, que desemboca a la ciutat de Kaliningrad, i el riu Vístula, que és el que aporta més cabal, i un conjunt de rius el més llarg dels quals és el riu Nogat. La llacuna es connecta amb el mar obert per l'estret de Baltiysk.
La llacuna del Vístula està dividida entre Polònia i Rússia.
Un projecte en curs de la Unió Europea preveu un dragat parcial del llac i un canal artificial que uneixi el port d'Elbląg al mar Bàltic.